# Кааев, Хасан Шарпудинович
Хасан Шарпудинович Кааев — сотрудник пожарной охраны Министерства внутренних дел Российской Федерации, погиб при исполнении служебных обязанностей.

## Биография
Хасан Шарпудинович Кааев родился 11 апреля (по другим данным, 11 июня) 1974 года в городе Грозном Чечено-Ингушской Автономной Советской Социалистической Республики. После окончания средней школы № 54 в родном городе поступил в среднее профессионально-техническое училище № 12. Срочную службу в Вооружённых Силах СССР проходил в частях противовоздушной обороны. Демобилизовавшись. поступил на службу в пожарную охрану. Был бойцом ведомственной пожарной части ВПЧ-10, охранявшей Грозненский нефтеперерабатывающий завод имени Анисимова.
21 октября 1992 года приблизительно в 04:00 поступила информация о возгорании и взрывах в нефтяном парке № 2 завода. Стремительно распространявшийся огонь охватил десятки двухсоткубовых ёмкостей с нефтью и сжиженным газом. Пламя угрожало перекинуться на остальные заводские участки, а также на резервуары с бензином в посёлке имени Кирова, химический завод и теплоэнергоцентраль, где в общей сложности хранились сотни тысяч тонн горючих материалов. Опасность угрожала многочисленным жилым кварталам Грозного и близлежащих населённых пунктов.
Против возгорания были подняты по тревоге все наличные пожарные силы. Чтобы пожар не привёл к гибели множества людей, было необходимо пробраться в его эпицентр, где температура достигала тысячи градусов Цельсия, и закрыть задвижку трубопровода. Кааев, прослуживший на тот момент всего два месяца, и бывший самым молодым сотрудником пожарной охраны, вызвался добровольцем. Ему удалось выполнить свою задачу, но сам он при этом погиб.
Спустя много лет Хасан Шарпудинович Кааев посмертно был награждён республиканским орденом «За гражданское мужество».

## Память
- В честь Кааева названа улица в городе Грозном.
- Имя Кааева носит Грозненская средняя школа № 54, в которой он учился.
- В память о Кааеве на доме, где он жил, установлена мемориальная доска.